# Helmut Köhler
Pour les articles homonymes, voir Köhler.
Helmut Köhler (né en 1928 à Kemberg, arrondissement de Wittemberg, et mort le 14 septembre 2009 à Nuremberg) était un homme politique allemand (SPD).
Après l'école secondaire et avoir obtenu son diplôme du lycée à Wittemberg, Köhler travaille comme maçon. Il étudie à l'école d'ingénieurs de Berlin-Neukölln et est ingénieur diplômé à partir de 1952. Puis il travaille dans un bureau de planification jusqu'en 1990. Là, il travaille sur la planification de projets industriels pour Berlin, est ingénieur en structure et concepteur ainsi que directeur de département et de division.
En juin 1990, Köhler devient membre du SPD. De 1990 à 1994, il siège au Landtag de Brandebourg en représentant la circonscription de Fürstenwalde II.